# بلندی‌های بادگیر (ترانه)
«بلندی‌های بادگیر» تک‌آهنگی از هنرمند اهل بریتانیا کیت بوش است که در ۲۰ ژانویه ۱۹۷۸ منتشر شد. این تک‌آهنگ در آلبوم لگد درون قرار داشت.